# Prokop Lažanský z Bukové (1904–1969)
Prokop IV. hrabě Lažanský z Bukové (26. března 1904 Praha – 22. března 1969 Salisbury (dnes Harare)) byl český šlechtic. Pocházel z rodiny Lažanských z Bukové.

## Život

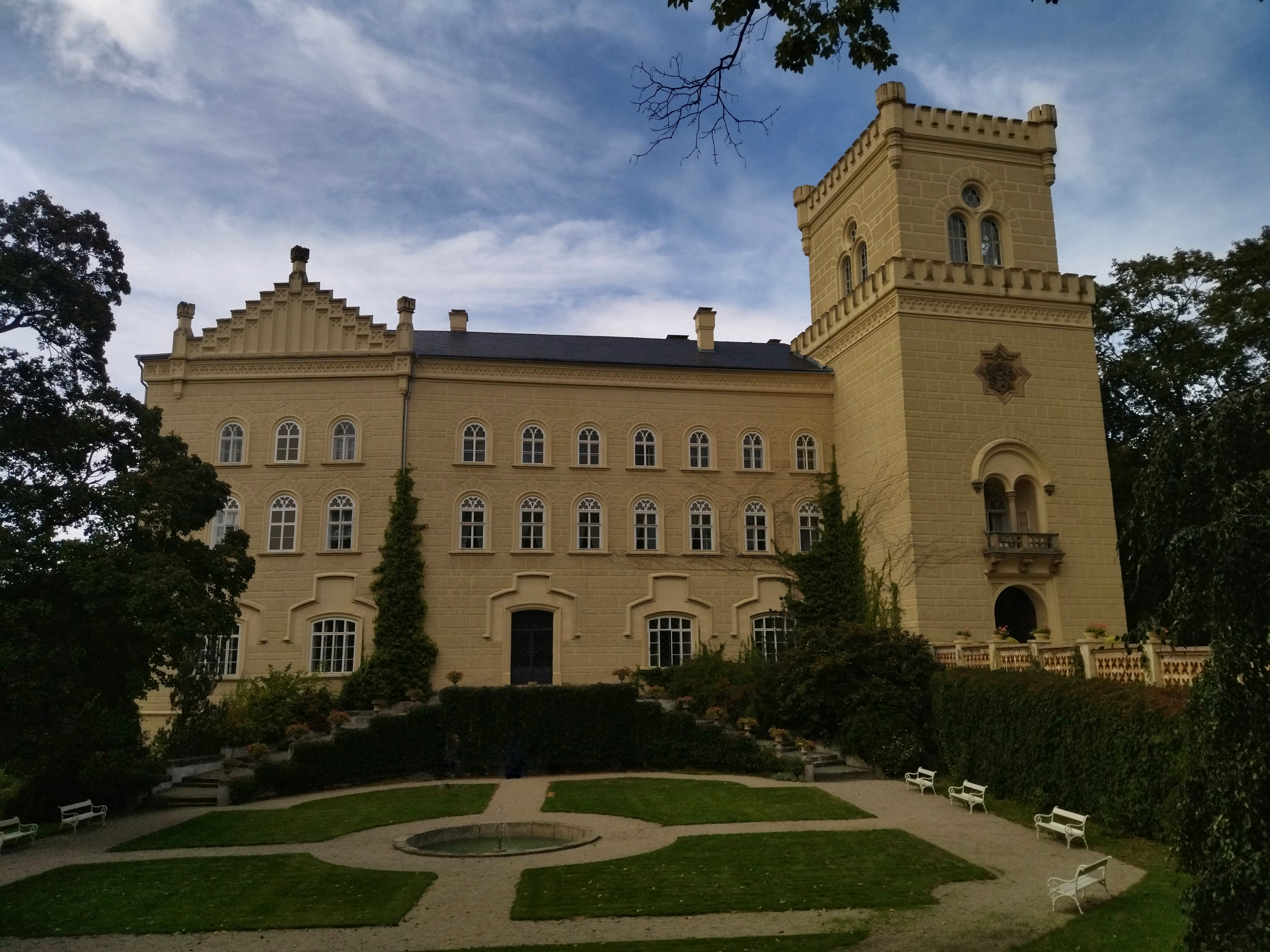
Nově zrekonstruovaný zámek Chyše.

V roce 1917 byl jeho vychovatelem Karel Čapek, který působil na zámku v Chyši a patrně právě po něm pojmenoval hlavního hrdinu svého románu Krakatit Ing. Prokopa.
Po smrti otce Vladimíra Lažanského v roce 1925 převzal rodový majetek. V roce 1929 uskutečnil plavbu kolem světa. Podnikl ji na parníku Resolute a na cestě, během které navštívil 25 zemí, strávil čtyři měsíce.
Ve svých 29 letech se 7. července 1933 oženil v Aigen u Salcburku s německou hraběnkou Ingeborg z Königswaldu. Jeho manželka byla průkopnice letectví a na svém panství v Chyši měli vlastní letiště a hangár. Prokop Lažanský byl po matce Němec a za války přijal německé občanství. Proto mu po roce 1945 byl zabaven majetek na základě Benešových dekretů. 
V 50. letech se manželé usadili v Africe a tam v rhodeské metropoli Salisbury (dnes Harare v Zimbabwe) Prokop IV. Lažanský v roce 1969 zemřel.

## Děti
Páru se narodily dvě dcery:
- 1. Mechtilda (6. 3. 1935 – 8. 7. 2024)[5]
  - ∞ (1960) René Regendanz
- 2. Angelika (*17. 2. 1944)
  - ∞ (1979) Hugh John Vaughan Campbell of Cawdor (6. 9. 1932 – 20. 6. 1993)

Protože neměl mužského potomka, žije v současnosti už jen rakouská větev rodu.